# Samia Balistrou
 (septembre 2015).
Samia Balistrou, née en 1962 en Algérie, est une spécialiste algérienne de la plongée sous-marine. Elle est une pionnière en Afrique[non neutre][réf. nécessaire]. Elle est restée pendant 25 ans la seule femme en Afrique à posséder le brevet de plongeur niveau III[réf. nécessaire]. Elle meurt en août 2022 à la suite d'une grave maladie.